# 올림픽 캄보디아 선수단
올림픽 캄보디아 선수단은 캄보디아를 대표하여 올림픽에 참가하는 선수단이다. 캄보디아는 10차례 하계 올림픽에 참가했다. 올림픽 메달을 딴 적이 없으며 동계 올림픽에도 출전한 적이 없다.
캄보디아는 1956년 오스트레일리아 멜버른에서 열린 하계 올림픽에 처음으로 출전했지만, 수에즈 위기의 반대를 이유로 스웨덴 스톡홀름에서만 출전했다.
캄보디아는 크메르 루즈 정권의 활동으로 인해 1972년 하계 올림픽 이후 24년 동안 올림픽에 출전하지 못하다가 마침내 1996년 하계 올림픽에 복귀하게 되었다. 그 이후로 매년 하계 올림픽에 출전해 왔다.

## 대회별 메달 집계
- 빨간색 표시는 개최국임을 나타냄.